# 떠나지 않는 해변
《떠나지 않는 해변》은 1984년 4월 1일에 MBC TV에서 방영되었던 MBC 베스트셀러극장이다.

## 줄거리
남해의 한 바닷가 목로주점에서 우연히 만나 술잔을 기울이던 2명의 서울나기 허준(한인수)과 강민호(정욱)는 의기가 투합하여 서로 자신의 생활을 털어놓는다.
민호는 경제적, 사회적 안정은 얻긴 했지만 아내와는 정신적 방황으로 파경 직전에 놓인 상태이다. 반면 허준은 장가도 가지 못한 노총각이다. 허준은 라디오 PD로 일하고 있는데 어느날 신춘수기 공모에 당선된 '비목'이라는 작품의 내용이 자신의 과거와 일치하는 것을 알고...

## 출연
- 한인수
- 정욱
- 최정민
- 홍성민
- 정승현
- 박영지
- 김호영
- 나성균
- 박경순
- 한영숙
- 전인택
- 강석란